# Sixaola
Sixaola – miasto w Kostaryce, w prowincji Limón.